# Adam (staw)
Adam – hydronim, nazwa kilku stawów w Polsce południowej i wschodniej.
Na liście opracowanej przez Komisję Standaryzacji Nazw Geograficznych przy Głównym Urzędzie Geodezji i Kartografii występują następujące stawy:
- Adam, gmina Uścimów, powiat lubartowski, województwo lubelskie 51°28′38″N 22°58′03″E/51,477222 22,967500
- Adam, gmina Spytkowice, powiat wadowicki, województwo małopolskie 50°00′47″N 19°29′03″E/50,013056 19,484167
- Adam, gmina Zaklików, powiat stalowowolski, województwo podkarpackie 50°44′07″N 22°05′15″E/50,735278 22,087500
- Adam, gmina Zaklików, powiat stalowowolski, województwo podkarpackie 50°42′23″N 22°04′52″E/50,706389 22,081111[1]
- Adam Pierwszy, gmina Łaszczów, powiat tomaszowski, województwo lubelskie 50°32′00″N 23°42′27″E/50,533333 23,707500
- Adam Drugi, gmina Łaszczów, powiat tomaszowski, województwo lubelskie 50°32′11″N 23°42′36″E/50,536389 23,710000
- Adam Duży, gmina Oświęcim, powiat oświęcimski, województwo małopolskie 50°00′34″N 19°13′25″E/50,009444 19,223611